# JUSTICE from GUILTY
GLAY的第46張單曲，2012年12月5日發行。

## 簡介
- 『GLAY STADIUM LIVE 2012 THE SUITE ROOM in OSAKA NAGAI STADIUM』演唱會上發表「GLAY 7 Surprises」的第一彈企劃，和第47張單曲「命運論」同時發行（DVD&Blu-ray『GLAY STADIUM LIVE 2012 THE SUITE ROOM IN OSAKA NAGAISTADIUM “7.28 SUPER WELCOME PARTY & 7.29 BIG SURPRISE PARTY”』也是同時發行）。
- 2張單曲同時發行是繼「誘惑」、「SOUL LOVE」以來相隔14年7個月的時間。
- 除了CD ONLY盤外，另外發行CD+DVD盤的版本。
- 這是GLAY第一首沒有和製作人佐久間正英合作，而是完全自製的單曲A面曲。

## 收錄曲目

### CD
1. JUSTICE [from] GUILTY （4分37秒）
2013年1月18日，首次在電視節目MUSIC STATION演出。
2. MILESTONE～充斥胸中的憂鬱～ （4分29秒）
3. Time for Christmas (Club mix) （4分58秒）
4. 11th原創專輯「JUSTICE」&12th原創專輯「GUILTY」預告篇 （4分05秒）

### DVD （CD+DVD盤）
1. - 「JUSTICE [from] GUILTY」MV
  - 「JUSTICE [from] GUILTY」封面攝影Making
  - 「JUSTICE [from] GUILTY」MV拍攝Making
2. - 『GLAY STADIUM LIVE 2012 THE SUITE ROOM in OSAKA NAGAI STADIUM Supported by glico』LIVE影像「SOUL LOVE」
  - 『GLAY STADIUM LIVE 2012 THE SUITE ROOM in OSAKA NAGAI STADIUM 』濃縮片段

## 收錄專輯
- JUSTICE（專輯版本）
- Hope and The Silver Sunrise（原始版本）